# 八雲號裝甲巡洋艦
八云号装甲巡洋舰（日语：／ Yakumo ?）是旧日本海軍的一等巡洋舰（装甲巡洋舰）。由于当时的日本尚缺乏建造装甲巡洋舰的工业能力，本舰为日本向德国订购、由在德国斯德丁（现波兰什切青）的伏爾鏗造船廠建造。八云号是日本六六艦隊计划中所要求的最早一批装甲巡洋舰之一，参加了日俄战争中的诸多海战，并历经第一次世界大战和第二次世界大战太平洋战场。二战结束后，八云作为复员船继续使用，直到1946年才最终被拆解。
本舰舰名来源于日本神话以及最早的一首和歌中的一节（八雲立つ 出雲八重垣）。“八”为虚指，“八云”字面意义上即为“层层叠叠的云”。

## 建造背景
在中日甲午战争结束后，1896年日本方面提出了新的海军扩张计划，准备将海军的战列舰以及装甲巡洋舰都增加到4艘。由于当时日本欠缺必需的工业能力，所有这些大型军舰都必须向外国购买。而另一方面俄羅斯帝國海軍也在积极扩充海军力量，使得日本认为原定的计划将不足以对抗俄国的海军力量。但是日本迫于经费不足，无力再购置更多的战列舰，因此日本方面转而寻求购买价格相对低廉的装甲巡洋舰，预计要再添购两艘使总数达到6艘。这份经过修订的海军军备计划日后即被称为六六艦隊计划。前4艘装甲巡洋舰都是由英国阿姆斯特朗公司建造的，但后两艘则因为国际形势的变化，而需要分别在法国和德国建造。不过日本要求后两舰的建造厂家使用和前4艘相同的英国制武器装备，以确保彈藥供应不会出现问题。
在建造时，日本方面只给各厂家提供了设计草案和各家都必须遵守的要求，其他的部分则交由各厂家自行决定。这几艘巡洋舰与当时世界上流行的用途不同，并非用于交通线破袭或者是殖民地防卫；而是为了给主力舰充当前出侦察，必要时也会用于组成战列线进行主力会战。

## 设计与概述

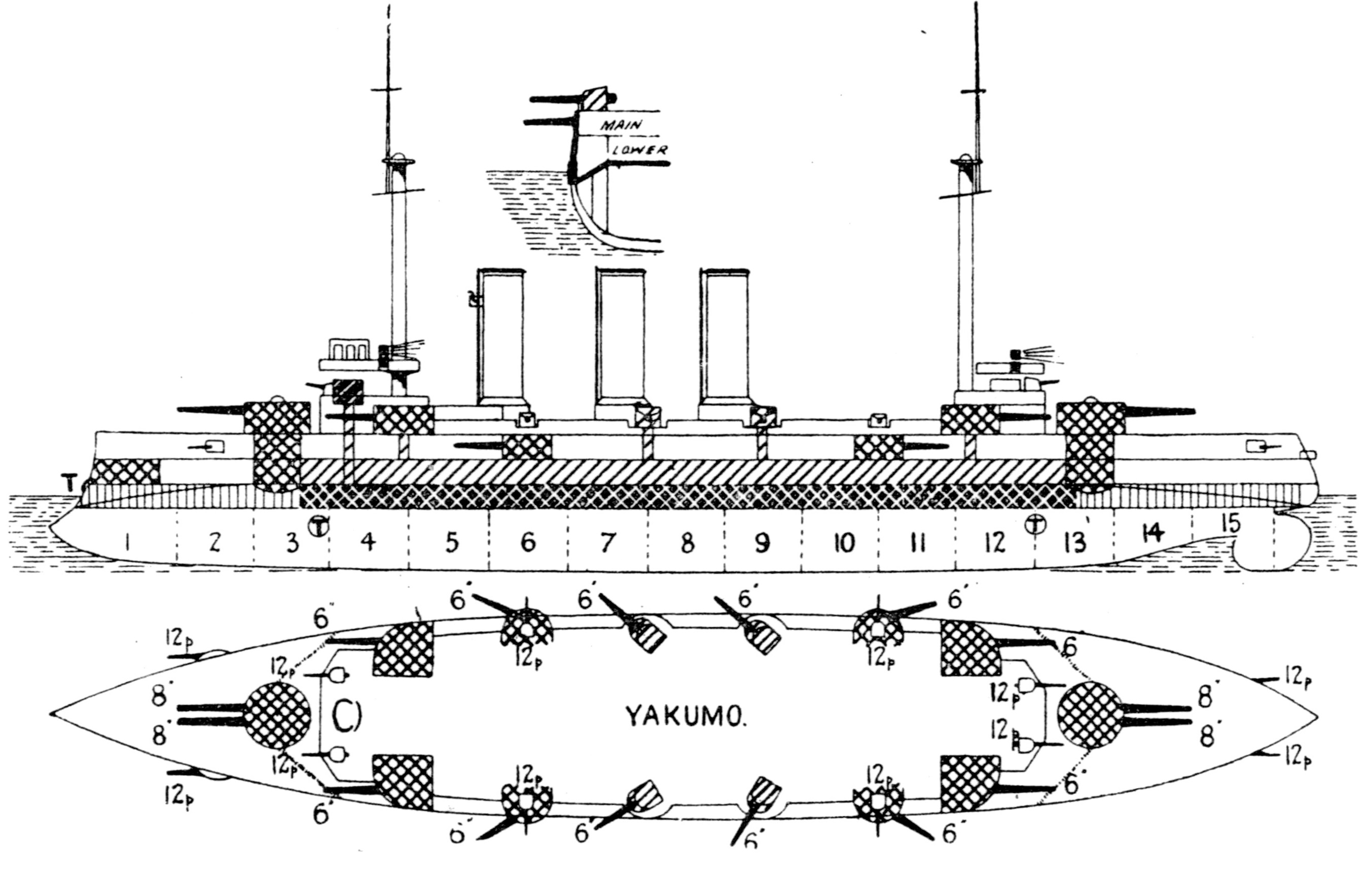
八云号的左视图线图，图片来自简氏军舰年鉴1904年

### 舰型
本舰的船体外形为典型的平甲板船体，与同期建造的准姊妹舰吾妻类同。本舰是六六舰队的6艘装甲巡洋舰中唯一由德国建造的军舰。本舰使用了双层船底设计，舰体共分为247个水密隔艙。
八云为了加强抗浪性能，采用了比较高的干舷。舰艏并未装设冲角。其203毫米主炮则安装在一座椭圆形的双联装炮塔里。在1号主炮炮塔后方的是连成一体的司令塔和操舵舰桥；再后面是单桅式前桅。在八云舰体中部等间距排列着3根烟囱。再往后是舰载艇系留地，后桅同时也充当舰载艇起重机的基干；最后则是2号主炮炮塔。
动力部分，八云安装了24座当时最新式的法国制贝尔维尔式水管锅炉，为两座直立型三段膨胀式四冲程往复式复合蒸汽引擎提供动力。全舰的动力为1万5500马力。设计的极速为20节，但在海试中曾经达到过21节的高速。续航距离为10节航速下7000海里，在当时是非常优秀的续航能力。

### 武器
“六六舰队”中包括八云在内的全部6艘装甲巡洋舰，其主炮都是统一的阿姆斯特朗公司制造的4门45倍径203毫米（8英寸）火炮，分别安装在艏艉两座椭圆形的双联装炮塔内。炮塔为电力操作，可以左右旋转130度，最大仰角30度、最大俯角5度。炮弹重量113千克，发射速度每分钟1.2发。最大仰角下射程为1万8000米。备弹65发；装弹时需要穿过炮塔地板和甲板的舱门，用电动绞车将炮弹从舰内的弹药库提取上来；装填为人力操作。
至于152毫米（6英寸）单装副炮，在每边的甲板炮郭安装两门、舷侧安装4门，计每舷6门、全舰共12门；在甲板上的副炮装有炮盾。最大仰角20度、最大俯角5度；炮弹重量100英磅（45），射速每分钟5发，而熟练的炮手可以达到每分钟7发。最大仰角下射程为9140米。
另外为了应对水雷艇的威胁，在舰艏、舰艉以及上甲板共安装了12门76毫米速射炮；前桅、后桅以及上甲板则共计安装12门47毫米速射炮，这一点和准姊妹舰吾妻相同。
舰上还装设了5具鱼雷发射管，舰艏一座、舷侧水下4座。配套使用的三〇式鱼雷弹头为100千克，有三种速度设置：27节下800米、23.6节下1000米，以及14.2节下3000米。

### 装甲
六六舰队中的装甲巡洋舰都使用基本相同的装甲配置方案，但有些许修改；最主要的不同之处是后4艘使用了克虏伯渗碳装甲。水线装甲带纵贯全舰，厚度从舰舯的178毫米逐渐过渡到艏艉的89毫米。装甲带高2.13米，其中平时有1.5米在水下。从水线装甲带到主甲板之间的装甲厚度为127毫米，这段装甲长61.49米，囊括了前后两座主炮炮塔。不过主装甲盒的前部只有76毫米的装甲充当水密艙壁。
舰上的炮塔、炮座以及炮郭前盾均有152毫米装甲，而炮郭的侧面和后方就只有51毫米。甲板厚63毫米，司令塔则高达356毫米（14英寸）。

## 舰历

### 建成至日俄战争
1897年9月1日，日本向德国订购建造一艘装甲巡洋舰。一年后的1898年9月1日，八云在德国斯德丁的伏爾鏗造船廠开始动工兴建。1899年7月8日，建成下水。1900年6月20日，舾装完毕服役；两天八云离开斯德丁，同年8月30日，抵达日本橫須賀市。
1903年下半年，日俄之间围绕朝鲜和满洲地区的权益冲突愈演愈烈，战争已经迫在眉睫。12月下旬，日本海军将常備艦隊解散，重新编成为第一、二、三舰队，其中第一、第二舰队编组为联合舰队。八云编入第二舰队第二战队（装甲巡洋舰编队，司令上村彥之丞海军中将）。
1904年2月8-9日，日本海军联合舰队主力趁夜色对正驻扎在旅顺港（俄方称“亚瑟港”）的俄罗斯帝国太平洋舰队旅顺分舰队发动突袭，日俄战争爆发。时任联合舰队司令东乡平八郎海军中将判断夜间的鱼雷袭击对俄军造成了重大损失，于是在2月9日凌晨下令第一（战列舰编队）、第二（旗舰出雲、吾妻、常磐、八雲、磐手，欠淺間）、第三战队（防护巡洋舰编队）入港强攻。12:07左右第二战队开始炮击，此时诺维克号突然发起冲锋，八云遂以舰艏主炮和右舷副炮进行攻击，试图截击诺维克号。诺维克奋力迎击，1发4.7英寸（119）炮弹击中了八云的前桅楼，不过并未能对八云造成实质性的伤害；几秒后八云一发8英寸（203）炮弹穿透诺维克号中部侧舷船板，钻入二号锅炉舱内，造成了严重破坏，使得诺维克号动力大减，被迫放弃继续突击。由于俄军抵抗的意志和火力超乎日军的想象，12:20东乡下令全体退出至旅顺港外。
同年3月初，上村受命对俄国在远东的另一个海军基地符拉迪沃斯托克（中文旧称“海參崴”）进行出击，以分散俄军驻扎在此地的太平洋舰队分队的注意力。3月6日，日军侦察了符拉迪沃斯托克港口一带的俄军舰只情况，随后日军的巡洋舰对港口进行了炮击，然而无甚成效。第二战队在返航的路上接到命令，要护送装载着近衛師團的船队到达朝鲜，然后再回旅顺与正在此地实施封锁行动的其他舰艇会合。就在这段时间内，八云转入到出羽重远海军少将旗下的第三战队中。
1904年8月10日早上，俄军太平洋舰队旅顺分舰队出港，企图突破日军封锁去往符拉迪沃斯托克。当天出羽率领第三战队（八雲、笠置、高砂、千歲，欠淺間）从天刚亮时起就在老铁山南边15海里（28）处监视俄舰动向。他在收到扶桑的急电后立即率队出发，10:23向东寻找俄舰踪迹。不久出羽收到了更详细的电报，称俄舰正在往渤海湾方向挺进，于是又调转编队方向往西。正午时分第三战队赶到老铁山西北偏北方向，发现俄国舰队正在往东移动。此时附近还没有其他的日舰赶到，于是12:10出羽下令升起作战旗，准备单独迎战。12:20第六战队出现在东北方向，其后第一战队也从东边稍偏北方向赶到战场，并与俄舰交火。第三战队则乘机绕到俄国舰队尾部，对殿后的俄舰进行攻击。15:15东乡下令第三战队攻击俄国巡洋舰，出羽遂率队逼近射击，此间八云中部甲板遭到一枚炮弹命中，爆炸使得22人死伤。出羽面对着俄舰的猛烈火力，选择退后与第一战队会合。17:45，八云靠近到离俄军战列舰波尔塔瓦号只有8000-9000米处，对着这艘已经受创的战列舰进行开火。18:37俄军旗舰皇太子号司令塔受到日军大口径炮弹命中，司令威廉·维特捷夫特战死，俄舰陷入了混乱。第三战队在俄舰东南方进行了攻击。随着天色渐暗，俄舰大部退回旅顺港，而日舰则向东撤回泊地。
当晚第三战队向东南行驶，其间发现了一艘巡洋舰和两艘驱逐舰，但没能成功拦截。12、13日出羽率领八云、浅间、高砂在胶州湾一带搜索俄舰踪迹。14日，第三战队驶向青岛市，确认了德国方面已经将在战斗后逃往该地的俄国战列舰皇太子號以及3艘驱逐舰扣留并解除武装。随后第三战队返回旅顺港外，继续参加日军对旅顺港的封锁。
同年9月中旬，八云再次转入上村的第二战队，参与防守對馬海峽。9月下旬起八云开始进行整修。11月5日八云重新加入出羽的第三战队，同时再次成为战队旗舰。12月12日夜间，防护巡洋舰高砂触雷，并于次日深夜沉没。同行的僚舰音羽随即进行了救援，稍后八云也参加到救援行动中去，但八云并没有在海上发现高砂的落水船员。18日，八云驶往佐世保海军工厂进行整修。

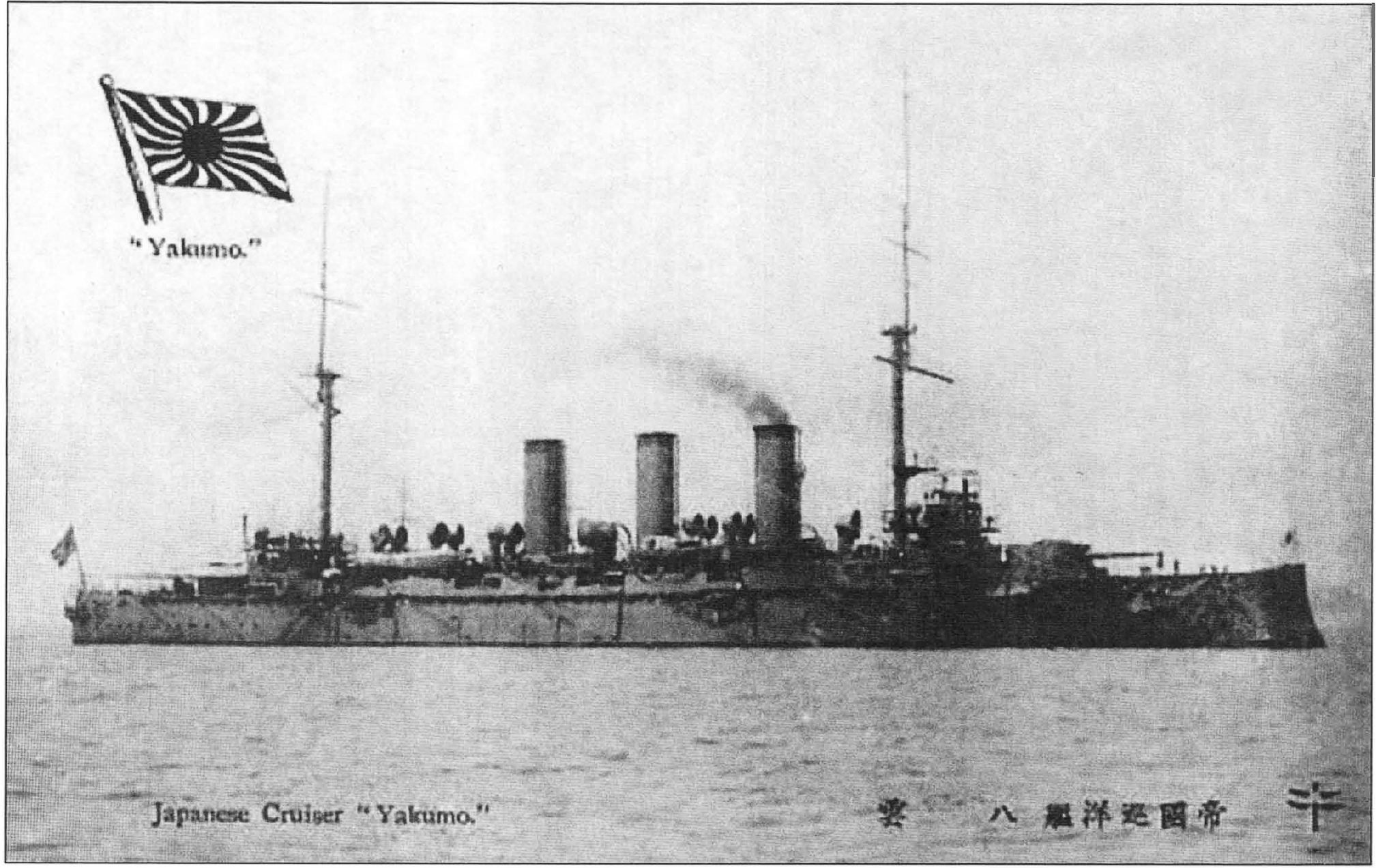
日本明信片上的八云号，约1905年

1905年2月1日，八云加入島村速雄海军少将的第二战队继续封锁旅顺港。但这次任务并不长久；当月中旬八云就奉命回吴海军工厂再次进行整修，为即将到来的与俄国第二太平洋舰队的决战做准备。
1905年5月27日，由齐诺维·罗杰斯特文斯基海军少将率领、从波罗的海出发的俄国第二、第三太平洋舰队抵达对马海峡，对马海峡海战（日方称“日本海海战”）爆发。当天上村接到发现俄舰踪迹的报告后，率领第二战队紧跟着第一战队出动（序列第二舰队旗舰出雲、吾妻、常磐、八雲、淺間、第二战队旗舰磐手）。14:05第一战队开火后，第二战队也向俄舰靠拢。14:22八云对5400米外的奥斯利雅维亚号射击。14:35俄军舰队旗舰苏沃洛夫公爵号向第二战队驶来，正好横在出云右舷位置5000米左右，第二战队趁机对其倾泻火力。苏沃洛夫公爵号在遭到集中打击后燃起大火，浓烟笼罩了舰体，第二战队调转炮口对准跟在后面的奥斯利雅维亚号和亚历山大三世号。双方在仅4000-4500米距离上互相炮战，14:50左右奥斯利雅维亚号起火失控脱离队列。这一阶段第二战队受伤总体轻微（仅5号舰浅间退出队列抢修）。14:58第一战队一齐左转，这时第二战队发现俄舰正在右转，于是上村下令停止跟随第一战队的动作，而是直接越过第一战队后尾，逼近到3000米距离进行攻击，同时也右转调头向东南，试图堵截俄舰去路。亚历山大三世号带领俄舰向西南退避，双方逐渐拉大了距离。15:10第二战队左转180度，追击俄舰。15:26第二战队将距离拉近到3100米，以左舷应战。但战场上烟雾缭绕，难以辨别俄舰方位。15:34第二战队突然在滚滚浓烟中发现苏沃洛夫公爵号，距离仅2000米，接下来有5分钟左右都在向其射击，八云还抵近发射了鱼雷。此时苏沃洛夫公爵号上层建筑全毁，仅剩后部少量小口径火炮在还击，第二战队遂放弃这一目标，继续搜寻俄舰主力。然而同一时间俄舰主力却在第二战队后方经过，受到烟雾、尤其是苏沃洛夫公爵号的浓烟的掩盖，第二战队对此浑然不觉。15:47第二战队右转航向东北，16:02重新发现俄舰主力，距离5000米，并立即开始炮击。俄舰右转，16:30第二战队再度丢失目标。16:47南边传来炮声，第二战队前出至第一战队左前方前往寻找。17:00左右第二战队发现了第三、第四战队正在与俄舰苦战，数分钟后也加入战团。17:30上村率领战队前去追击俄军巡洋舰，但没有成功。18:03上村放弃追击，率队往北返回，准备重新与日军主力舰会合。18:15第二战队发现数艘俄舰，殿后的为装甲巡洋舰纳希莫夫海军上将号。18:30第二战队在8000-9000米时向俄舰开火。由于当时战场混乱，能见度也不佳，无法确认日军巡洋舰舰队此番攻击的成果。19:30第二战队停止炮击，返回与东乡会合。当天八云受到约7发命中（其中一发305毫米、6发其他口径，其中大约有3到4发是152毫米炮弹），上甲板损毁严重，烟囱、前桅遭到贯穿，3人死亡、9人受伤。
在次日凌晨，残存的俄舰逐一由日军发现，日军遂于10:30前后展开攻击。俄军的岸防战列舰乌沙科夫海军上将号落在了俄军战列后面，日军防护巡洋舰千代田虽然在早上就发现了这艘落单的俄舰，但日军更想要全歼俄军舰队主力，并不打算在这艘孤零零的俄舰身上花太多精力。14:10日军再次发现海军上将乌沙科夫号，此时第二太平洋舰队代理司令尼古拉·涅鲍加托夫海军少将已经向日军投降，因此第二战队司令岛村率领战队旗舰旗舰磐手以及八云进行追击。17:00两艘日军巡洋舰赶上了海军上将乌沙科夫号，并命令其投降。俄舰企图驶近日舰，以让日舰进入自己的射程内；但两艘日军巡洋舰拥有着速度上的优势，可以保持在俄舰的射程外进行炮击，而自身未中一弹。大约半小时后这艘俄舰已经满目疮痍，火炮业已失灵，船上的指挥官遂下令弃舰，并引爆炸药。海军上将乌沙科夫号三分钟后沉没，船上共有12名军官和327名水手获救。这场战斗中两艘日舰发射了89发203毫米炮弹，以及278发152毫米炮弹。
同年6月14日，八云转入第三舰队第五战队（司令片冈七郎海军少将，旗舰八雲、吾妻、春日、日進）。其后7月间以八云为首的第三舰队支援了日军对库页岛（俄方称“萨哈林岛”、日方称“樺太島”）的登陆作战。

### 日俄战争以后
第一次世界大战爆发后，八云于1914年8月编入第二舰队并参加青岛战役，对德军堡垒工事及港内的德奥联军舰船进行炮击。青岛战役结束后的11月，八云到达新加坡，准备参加对德国的海上破袭舰埃姆登号的追捕行动。但八云还没来得及出动，埃姆登号就已经在协约国海军的围追堵截下受重创搁浅。
1915年12月13日，八云转为第2水雷战队（驱逐舰为主的舰队）旗舰。
1916年12月1日，八云转为第1水雷战队旗舰；同日吾妻成为第2水雷战队旗舰。同月12日，八云解除了作为第1水雷战队旗舰的指定。
1917年2月起，八云开始在印度洋和南太平洋一带巡逻，搜寻德国的破袭舰。4月5日，八云作为训练舰，前往北美和夏威夷参加远洋航行训练。

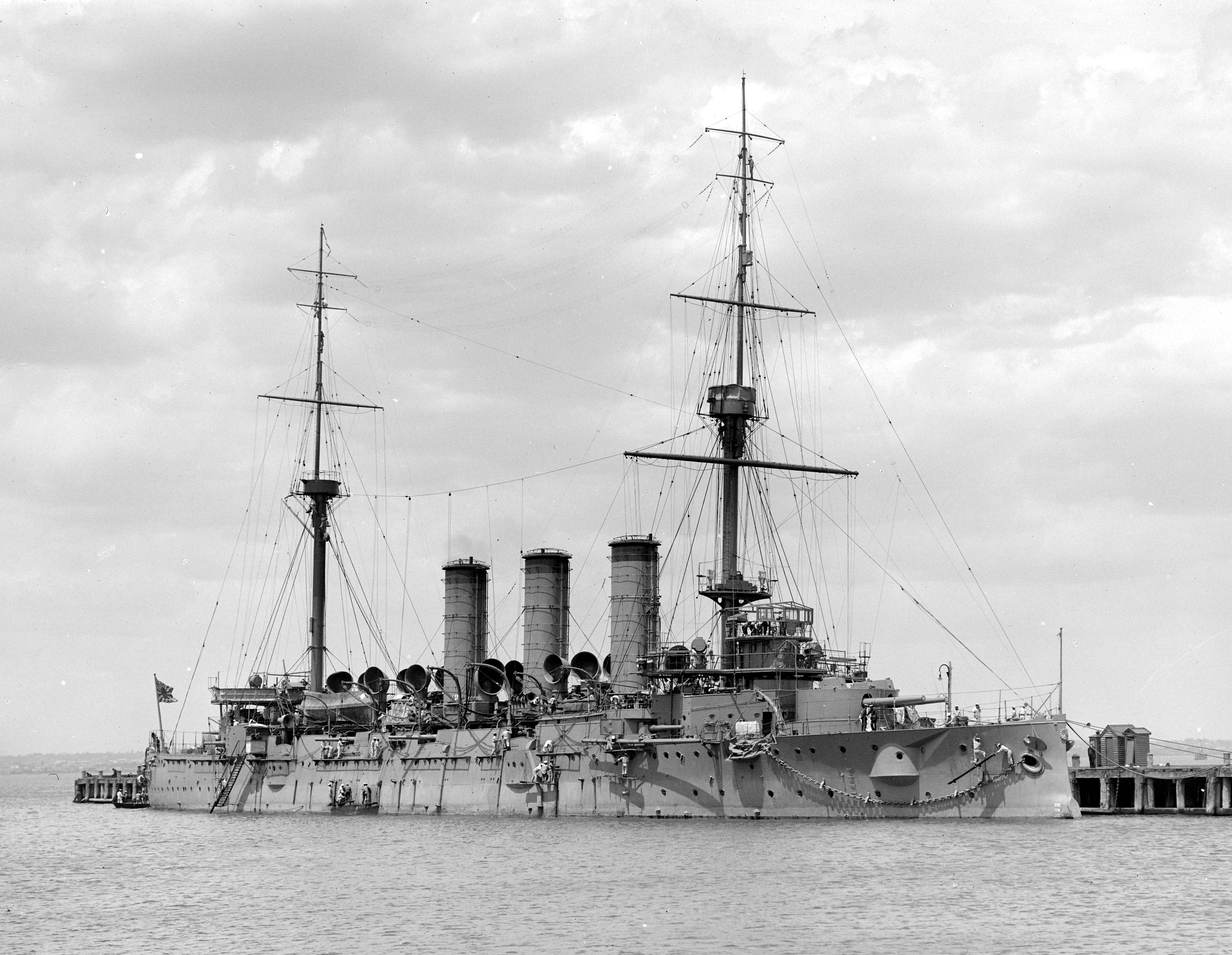
停泊于澳大利亚的八云号，摄于1928年的航行训练

1918年10月18日，海军方面任命野村吉三郎海军大佐为八云舰长，但仅仅一个月后就调往海军军令部任职，而不再担任八云舰长一职。
1921年9月1日，日本海军将八云的舰艇类别变更为“一等海防舰”，用于近岸防御用。此后八云主要用于远洋航行训练。在二、三十年代间，八云又进行了13次远洋航行训练，航迹遍及欧洲、南北美洲以及大洋洲地区。其中1921年8月至1922年4月期间，八云还与出雲一道进行了环球航行；日本的两名皇族成员久邇宮朝融王和華頂宮博忠王以士官训练生的身份参加了这次环球航行。
1924年，八云接受了改装，拆除了4门76毫米炮和全部47毫米速射炮，而改为安装一门三年式40倍径80毫米高射炮。此外亦拆除了三具鱼雷管。
1927年，八云舰上的锅炉换成了6座亚罗式锅炉，出力降低到7000马力，最高速度也下降到了16节。这几座锅炉是从战列舰榛名上换下来的煤油混烧锅炉，因此八云的燃料携带量也随之变成1200吨燃煤和306吨重油。
1931年，日本海军将八云编列为训练舰。
1932年，八云、出云两舰曾运送海军陆战队登陆青岛，干涉当地的日侨暴动。
1936年11月6日，八云在塞班岛和特鲁克之间发生了事故，前部弹药库意外爆炸，4名乘员丧生，前部粮食储存舱进水。八云边走边修，两周后抵达母港。
1939年11月20日，八云完成了其最后一次远洋航行训练，回到日本。

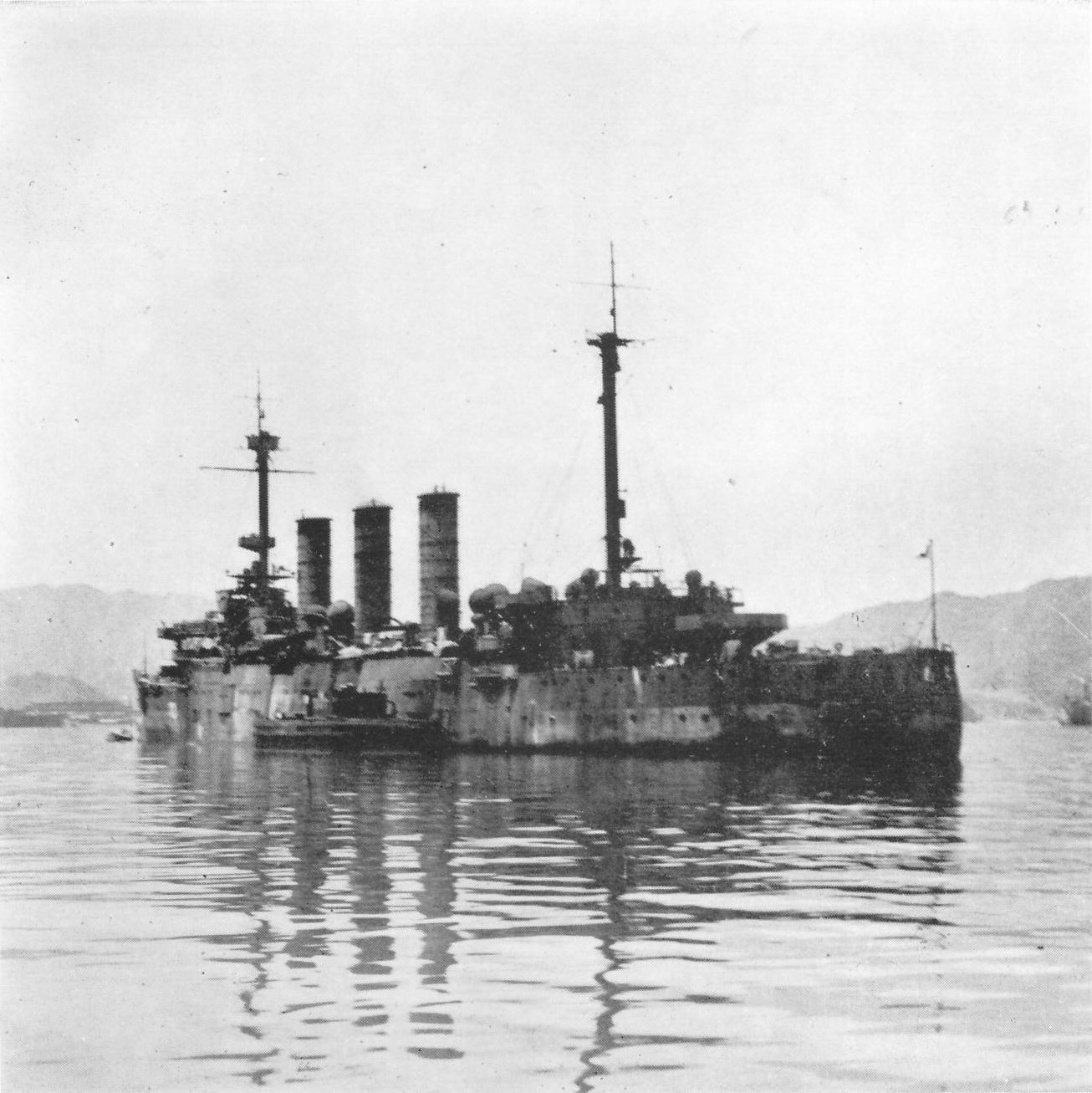
停泊在锚地的八云号，摄于1946年

太平洋战争爆发后，1942年7月1日，日本方面重新将八云指定为一等巡洋舰（重巡洋舰）。随着战争的进展，舰上原有的203毫米主炮也更换成两座双联装八九式40倍径127毫米高平两用炮，同时增设了一批轻型防空武器。但在战争中八云一直都在瀨戶內海活动，期间只用作训练用途，并没有实际参加战斗。
1945年10月1日，日本方面将八云从军舰列表中除籍。同年12月1日，第二复员省将依然保持可运作的状态八云指定为复员船（日方称为“特别输送舰”），运送滞留在中国的北部地区以及台湾的日本军人、平民回日本。
1946年6月，八云完成了最后一次撤离航行，共计撤走9010人。同年6月26日，解除对八云的复员船的指定。7月20日，八云进入位于舞鶴市的日立造船的船坞进行拆解，拆解工作一直持续到1947年4月1日才结束。

## 历任舰长
下表系根据《日本海軍史》第9、10卷《将官履歴》，以及《官報》进行整理。

### 返航委员长
- 東郷正路 海军大佐：1899年3月22日 - 1899年12月25日

### 舰长
- 東郷正路 海军大佐：1899年12月25日 - 1900年11月1日
- 富冈定恭 海军大佐：1900年11月1日 - 1901年7月6日
- 安原金次 海军大佐：1901年7月6日 - 1903年6月25日
- 松本有信 海军大佐：1903年6月25日 - 1905年11月2日
- 斋藤孝至 海军大佐：1905年11月2日 - 1906年4月7日
- 仙頭武央 海军大佐：1906年4月7日 - 1907年7月1日
- 外波内藏吉 海军大佐：1907年7月1日 - 1908年8月28日
- 西山实亲 海军大佐：1908年8月28日 - 12月10日
- 秀島七三郎 海军大佐：1908年12月10日 - 1909年3月4日
- 中野直枝 海军大佐：1909年3月4日 - 12月1日
- 今井兼胤 海军大佐：1909年12月1日 - 1911年1月31日
- （兼）江口鱗六 海军大佐：1911年1月31日[58] - 1911年5月23日[59] （本職：横須賀海軍工廠舾装員）
- 森義臣 海军大佐：1911年5月23日 - 10月25日
- （兼）原静吾 海军大佐：1911年10月25日 - 12月1日 （本職：浪速艦長）
- 原静吾 海军大佐：1912年5月22日 - 7月13日
- 舟越楫四郎 海军大佐：1912年7月13日 - 11月13日
- 千坂智次郎 海军大佐：1912年11月13日 - 1913年2月12日
- （兼）千坂智次郎 海军大佐：1913年2月12日 - 4月1日 （本職：香取艦長）
- 荒川仲吾 海军大佐：1913年4月1日 - 1914年4月7日[60]
- 下平英太郎 海军大佐：1914年4月7日 - 12月1日
- 白石直介 海军大佐：1914年12月1日 - 1915年5月19日[61]
- 桑島省三 中佐：1915年5月19日 - 12月13日
- 吉田孟子 海军大佐：1915年12月13日 - 1916年4月1日
- 斋藤七五郎 海军大佐：1916年8月1日 - 1917年12月1日
- 鳥巣玉樹 海军大佐：1917年12月1日 - 1918年10月18日
- 野村吉三郎 海军大佐：1918年10月18日 - 11月10日
- 今泉哲太郎 海军大佐：1918年11月10日 - 11月25日
- 大見丙子郎 海军大佐：1918年11月25日 - 1919年8月5日
- 宇佐川知義 海军大佐：1919年8月5日 - 1920年5月1日
- 新納司 海军大佐：1920年5月1日[62] - 1920年11月20日
- 石渡武章 海军大佐：1920年11月20日 - 1921年4月1日[63]
- 兼坂隆 海军大佐：1921年4月1日 - 1922年4月15日
- 河合退蔵 海军大佐：1922年4月15日 - 12月1日
- 宇川済 海军大佐：1922年12月1日 - 1924年4月15日
- 鹿江三郎 海军大佐：1924年4月15日 - 1925年4月15日
- （兼）近藤直方 海军大佐：1925年4月15日 - 7月10日 （本職：榛名艦長）
- （兼）石川清 海军大佐：1925年7月10日 - 1925年12月1日 （本職：榛名艦長）
- 植村茂夫 海军大佐：1925年12月1日 - 1927年2月1日
- 宮部光利 海军大佐：1927年2月1日[64] - 1927年9月15日[65]
- 鎭田静 海军大佐：1927年9月15日[65] - 1927年12月1日[66]
- 出光万兵衛 海军大佐：1927年12月1日 - 1929年2月1日
- （兼）石川哲四郎 海军大佐：1929年2月1日[67] - 5月1日[68] （本職：日進艦長）
- 山本松四 海军大佐：1929年5月1日[68] - 11月30日[69]
- （兼）田尻敏郎 海军大佐：1929年11月30日 - 1930年8月1日 （本職：古鹰艦長）
- 佐藤三郎 海军大佐：1930年8月1日 - 1931年10月15日
- 新見政一 海军大佐：1931年10月15日 - 1933年11月15日
- 副島大助 海军大佐：1933年11月15日 - 1934年2月20日
- 杉山六蔵 海军大佐：1934年2月20日 - 1935年9月11日
- 千葉慶蔵 海军大佐：1935年9月11日 - 1935年11月15日
- 中村俊久 海军大佐：1935年11月15日 - 1936年12月1日
- 宇垣纏 海军大佐：1936年12月1日 - 1937年12月1日
- （兼）醍醐忠重 海军大佐：1937年12月1日 - 1938年1月25日 （本職：高雄艦長）
- 前田稔 海军大佐：1938年1月25日 - 7月1日
- （兼）阿部嘉輔 海军大佐：1938年7月1日 - 8月20日 （本職：山城艦長）
- 近藤泰一郎 海军大佐：1938年8月20日 - 1939年2月1日
- （兼）五藤存知 海军大佐：1939年2月1日 - 5月15日 （本職：陸奥艦長）
- 山崎重晖 海军大佐：1939年5月15日 - 12月27日
- 緒方勉 海军大佐：1939年12月27日 - 1940年7月9日
- 久邇宮朝融王 海军大佐：1940年7月9日 - 11月1日
- 山森龟之助 海军大佐：1940年11月1日 - 1942年5月5日
- 兄部勇次 海军大佐：1942年5月5日 - 1942年7月14日
- 加藤文太郎 海军大佐：1942年7月14日[70] - 1944年8月5日[71]
- 佐佐木喜代治 海军大佐：1944年8月5日[71] - 1945年1月30日[72]
- 寺冈正雄 海军大佐：1945年1月30日[72] - 1945年5月14日[73]
- 佐藤庆藏 海军大佐：1945年5月14日[73] - 1945年9月15日[74]
- 宮田荣造 海军大佐：1945年9月15日[74] - 1945年10月28日[75]
- 泽村成二 海军大佐/第二復員官/第二復員事務官/復員事務官：1945年10月28日[75] - 1946年6月26日[76]